# Chris Amon
Chris Amon, właśc. Christopher Arthur Amon (ur. 20 lipca 1943 w Bulls, zm. 3 sierpnia 2016 w Rotorua) – nowozelandzki kierowca wyścigowy. Zadebiutował w Formule 1 w sezonie 1963. W 1966 wygrał wyścig 24 godziny Le Mans. W 1967 podpisał umowę z Ferrari i zajął 4. miejsce w klasyfikacji generalnej. Uczestniczył także w wyścigach w Tasmanii. W 1977 powrócił do Nowej Zelandii.
Zmarł 3 sierpnia 2016 w szpitalu w Rotorua na chorobę nowotworową.